# Ulrich Fritsch
Ulrich Fritsch (* 24. Oktober 1934 in Beuthen) war Leiter der Wirtschaftsredaktion von Radio Bremen sowie Autor mehrerer Hörspiele und Fernsehdokumentationen.

## Werdegang
Fritsch ist promovierter Volkswirt. Außerdem schloss er ein Studium am Deutschen Institut für Film und Fernsehen in München mit einem Diplom ab. Fritsch war geschäftsführendes Vorstandsmitglied des Deutschen Aktieninstituts in Düsseldorf. 1986 war er Dozent an der Fachhochschule Düsseldorf.
Er beschäftigte sich mit der Insiderproblematik, Ethik und Moral der Manager sowie Börsengeschäften und gründete die Internationale Anlegermesse (IAM) in Düsseldorf. Als Präsident der EASP in Stockholm (European Association for Share Promotion) organisierte er den Zusammenschluss mehrerer europäischer Institutionen zur Förderung der Vermögensbildung in Fondsanteilen und Aktien. Fritsch war ferner Vorsitzender der Wirtschaftspublizistischen Vereinigung in Düsseldorf und ist heute deren Ehrenmitglied. Er war ferner Chef des Deutschen Aktieninstituts.
Außerdem verfasste er zehn Sachbücher zum Thema Börse und Finanzen und ein philosophisches Werk zum Thema Ethik und Moral der Manager. Überdies schrieb er den Roman Der Tanz der Heuschrecken. Die Rheinische Post äußerte sich über den Roman dahingehend positiv, dass Fritsch „die schwierige Finanz-Materie in eine unterhaltsame Story verwandelt“ habe. Die Welt am Sonntag lobte das Buch als „kurzweiligen Roman“.

## Privatleben
Ulrich Fritsch lebt in Kaarst.
Nach dem Besuch der Internationalen Sommerakademie für Bildende Kunst in Salzburg präsentierte er seine Werke auf mehrere nationale und internationale Ausstellungen, zuletzt im Europaparlament in Brüssel und im Solinger Kunstmuseum Museum Baden.

## Schriften
- Die Belegschaftsaktie und andere Formen unternehmensbezogener Vermögensbildung, [Düsseldorf] : Arbeitskreis zur Förderung d. Aktie e.V., [1976]
- Mehr Unternehmen an die Börse, 1978
- Wirtschaft auf einen Blick : Daten, Fakten u. Funktionen, Köln : Bank-Verlag, 1981
- Die Eigenkapitallücke in der Bundesrepublik,  Köln : Deutscher Instituts-Verlag, 1981
- So wird man Aktionär, Bergisch Gladbach : Lübbe, 1985
- Die neue Dimension, Düsseldorf : Econ-Verlag, 1986
- Das Buch der Börseneinführung, Köln : O. Schmidt, 1987
- Vor und hinter den Kulissen der Börse : Tips für Investoren u. solche, d. es werden wollen, Düsseldorf ; Wien ; New York : Econ-Verlag, 1988
- Die neue Dimension.  Zukunftsstrategien internationaler Top-Manager, Düsseldorf, Wien 1986,
- mit Heribert Hirte: Herabsetzung des Nennwerts der Aktie, Arbeitskreis Aktie e.V., Düsseldorf 1990